# Idaea storae
Idaea storae là một loài bướm đêm trong họ Geometridae.